# 大府市立神田小学校
大府市立神田小学校（おおぶしりつかんだしょうがっこう）は、愛知県大府市にある市立小学校。

## 沿革
- 1907年（明治40年） - 大府第二尋常小学校として開校[2]。
- 1941年（昭和16年） - 大府第二国民学校に改称[2]。
- 1947年（昭和22年） - 大府町立第二小学校に改称[2]。
- 1949年（昭和24年） - 大府町立神田小学校に改称[2]。
- 1970年（昭和45年） - 大府市立神田小学校に改称[2]。

## 通学区域
- 大府市[3]
  - 北崎町（まち）全域（井田、福池及び清水ケ根を除く。）
  - 北崎町全域
  - 神田町全域（一丁目の一部を除く。）
  - 横根町新江、大猿尾、子新田、酉新田、池下、折戸、寺田、平地、前田、惣作、後田、家下、午池、膝折、寺下、中村、平子、名高、　石丸、山ノ井の全域および羽根山、狐山、浜田の一部

## 進学先中学校
- 大府市立大府中学校

## 学区 / 校区内の主な施設
- 神田公民館
- 横根公民館
- 大府みどり公園
- 大府市民体育館
- 愛知県立大府東高等学校
- 神田老人福祉センター
- 浜島柿直売所
- 大府市民体育館
- 神田っ子プラザ
- くもん神田教室
- 藤井神社
- 大府横根グラウンド
- 羽根山公園

## 交通アクセス
- 大府市循環バス（ふれあいバス）東コース「神田公民館」下車。